# After Olympia
After Olympia est une œuvre d'Anthony Caro. C'est l'une des œuvres d'art de la Défense, en France.

## Description
After Olympia est une sculpture monumentale de 23 m de long en acier rouillé et vernis. Composée de formes abstraites, elle est inspirée du fronton de Zeus à Olympie. Elle a été créée en 1985.
Située dans le quartier de La Défense depuis 1991, l'œuvre a été installée le long du côté oriental du CNIT jusqu'en 2014. Elle est désormais au pied des tours Opus 12, Atlantique et EDF.